# Список відеоігор від Sony Interactive Entertainment
Список відеоігор, розроблених та/або виданих компанією Sony Interactive Entertainment.

## PlayStation

### 1994
- Роздрібна торгівля
  - Crime Crackers (лише в Японії)
  - Motor Toon Grand Prix (лише в Японії)

### 1995
- Роздрібна торгівля
  - 3D Lemmings (Випущено Psygnosis)
  - Air Combat (Спільно із Namco в регіоні PAL)
  - Arc the Lad (лише в Японії)
  - Battle Arena Toshinden (Спільно з Takara в Північній Америці та в регіоні PAL)
  - Beyond the Beyond (В Японії та Північній Америці)
  - Cyber Sled (Спільно із Namco в регіоні PAL)
  - Destruction Derby (Випущено Psygnosis)
  - Discworld (Випущено Psygnosis)
  - ESPN Extreme Games/1Xtreme
  - Jumping Flash!
  - Kileak: The Blood
  - Mortal Kombat 3 (Спільно з Midway Games)
  - NHL FaceOff (лише в Північній Америці та регіоні PAL)
  - Novastorm
  - Philosoma
  - Project: Horned Owl (Японія та Північна Америка)
  - Rapid Reload (Лише в Японії та в регіоні PAL)
  - Ridge Racer (Спільно із Namco в регіоні PAL)
  - Tekken (Спільно із Namco в регіоні PAL)
  - The Raiden Project (Лише в Північній Америці)
  - Twisted Metal
  - Victory Zone (лише в Японії)
  - Warhawk
  - Wipeout (Випущено Psygnosis)

### 1996
- Роздрібна торгівля
  - 2 Xtreme
  - A-IV Evolution Global (Спільно з Artdink для регіону PAL)
  - Adidas Power Soccer (Випущено Psygnosis)
  - Aquanaut's Holiday (лише в Північній Америці та регіоні PAL)
  - Arc the Lad II (лише в Японії)
  - Assault Rigs (Випущено Psygnosis)
  - Battle Arena Toshinden 2 (Спільно із Takara в регіоні PAL)
  - Broken Sword: The Shadow of the Templars (лише в регіоні PAL)
  - Chronicles of the Sword (Випущено компанією Psygnosis в Північній Америці та в регіоні PAL)
  - Cool Boarders (лише в Північній Америці та регіоні PAL)
  - Crash Bandicoot
  - Defcon 5 (Випущено Psygnosis в регіоні PAL)
  - Destruction Derby 2 (Випущено Psygnosis)
  - Epidemic
  - Formula 1 (Випущено Psygnosis)
  - Galaxian 3 (Спільно із Namco в регіоні PAL)
  - Jet Moto
  - Jumping Flash! 2
  - Krazy Ivan (Випущено Psygnosis)
  - Mickey's Wild Adventure (Спільно із Disney Interactive в регіоні PAL)
  - MLB Pennant Race (Лише в Північній Америці)
  - Motor Toon Grand Prix 2
  - Myst (Випущено Psygnosis)
  - Namco Museum Vol. 1 (Спільно із Namco в регіоні PAL)
  - Namco Museum Vol. 2 (Спільно із Namco в регіоні PAL)
  - Namco Soccer Prime Goal (Спільно із Namco в регіоні PAL)
  - Namco Tennis Smash Court (Спільно із Namco в регіоні PAL)
  - NBA ShootOut
  - NCAA GameBreaker (Лише в Північній Америці)
  - NFL GameDay (лише в Північній Америці та регіоні PAL)
  - NFL GameDay 97 (Лише в Північній Америці)
  - NHL FaceOff '97
  - Pandemonium (Спільно із Crystal Dynamics в регіоні PAL)
  - PaRappa the Rapper
  - Penny Racers (Спільно із Takara в регіоні PAL)
  - Popolocrois Story (лише в Японії)
  - Raging Skies (Спільно із Asmik Ace Entertainment в регіоні PAL)
  - Ridge Racer Revolution (Спільно із Namco в регіоні PAL)
  - Samurai Shodown III: Blades of Blood (Спільно із SNK в Північній Америці та регіоні PAL)
  - StarBlade Alpha (Спільно із Namco в регіоні PAL)
  - Tekken 2 (Спільно із Namco в регіоні PAL)
  - The Adventures of Lomax (Випущено Psygnosis)
  - The King of Fighters '95 (Спільно із SNK в Північній Америці та регіоні PAL)
  - Tobal No. 1 (Спільно із Squaresoft в Північній Америці та регіоні PAL)
  - Twisted Metal 2
  - Wipeout 2097 (Випущено Psygnosis)

### 1997
- Роздрібна торгівля
  - Ace Combat 2 (Спільно із Namco в регіоні PAL)
  - Adidas Power Soccer International 97 (Випущено Psygnosis)
  - Alundra (Випущено компанією Sony Computer Entertainment в Японії та компанією Psygnosis для регіону PAL)
  - Battle Arena Toshinden 3 (Спільно із Takara в регіоні PAL)
  - Bloody Roar (Лише в Північній Америці)
  - Broken Sword II: The Smoking Mirror (лише в регіоні PAL)
  - Bushido Blade (Спільно із Squaresoft в Північній Америці та регіоні PAL)
  - Carnage Heart (Спільно із Artdink в Північній Америці та регіоні PAL)
  - CART World Series (Лише в Північній Америці)
  - Colony Wars (Випущено Psygnosis)
  - Cool Boarders 2 (лише в Північній Америці та регіоні PAL)
  - Crash Bandicoot 2: Cortex Strikes Back
  - Discworld II: Missing Presumed...?! (Випущено Psygnosis)
  - Disney's Hercules (Спільно із Disney Interactive в регіоні PAL)
  - Final Fantasy VII (Спільно із Squaresoft в Північній Америці та регіоні PAL)
  - Formula 1 97 (Випущено Psygnosis)
  - G-Police (Випущено Psygnosis)
  - Ghost in the Shell (Лише в Японії та в регіоні PAL)
  - I.Q.: Intelligent Qube
  - Jet Moto 2
  - King's Field (Спільно з FromSoftware для регіону PAL)
  - League of Pain (Випущено Psygnosis)
  - Lifeforce Tenka (Випущено компанією Psygnosis в Північній Америці та в регіоні PAL)
  - MLB 98 (Лише в Північній Америці)
  - Monster Trucks (Випущено компанією Psygnosis в Північній Америці та в регіоні PAL)
  - Namco Museum Vol. 3 (Спільно із Namco в регіоні PAL)
  - Namco Museum Vol. 4 (Спільно із Namco в регіоні PAL)
  - Namco Museum Vol. 5 (Спільно із Namco в регіоні PAL)
  - NBA ShootOut '97
  - NCAA Gamebreaker 98 (Лише в Північній Америці)
  - NFL GameDay 98 (Лише в Північній Америці)
  - NHL FaceOff 98 (лише в Північній Америці та регіоні PAL)
  - Overboard! (Випущено Psygnosis)
  - Porsche Challenge
  - Rage Racer (Спільно із Namco в регіоні PAL)
  - Rally Cross
  - Rapid Racer
  - RayStorm (Спільно з Taito Corporation для регіону PAL)
  - Ray Tracers (Спільно з Taito Corporation для регіону PAL)
  - Real Bout Fatal Fury (Спільно з SNK Playmore для регіону PAL)
  - Rosco McQueen Firefighter Extreme (Випущено Psygnosis)
  - Rush Hour (Випущено Psygnosis)
  - Sentient (Випущено компанією Psygnosis в Північній Америці)
  - Shadow Master (Випущено компанією Psygnosis в Північній Америці та в регіоні PAL)
  - Soul Blade (Спільно із Namco в регіоні PAL)
  - Spawn: The Eternal
  - Steel Reign
  - Tail of the Sun (Спільно з Artdink в Північній Америці)
  - The City of Lost Children (Випущено компанією Psygnosis в Північній Америці та в регіоні PAL)
  - Time Crisis (Спільно із Namco в регіоні PAL)
  - Wild Arms
  - Xevious 3D/G+ (Спільно із Namco в регіоні PAL)
  - Z (Спільно з GT Interactive в регіоні PAL)

### 1998
- Роздрібна торгівля
  - Adidas Power Soccer 2 (Випущено Psygnosis)
  - Adidas Power Soccer 98 (Випущено Psygnosis)
  - Armored Core (Спільно з FromSoftware для регіону PAL)
  - Baby Universe (Лише в Японії та в регіоні PAL)
  - Blast Radius (Випущено Psygnosis)
  - Blasto
  - Bomberman World (Спільно з Hudson Soft в регіоні PAL)
  - Bust a Groove (Випущено спільно з Enix компанією 989 Studios для Північної Америки та Sony Computer Entertainment для регіону PAL)
  - Cardinal Syn
  - Colony Wars: Vengeance (Випущено Psygnosis)
  - Contender (Лише в Північній Америці)
  - Cool Boarders 3 (Випущено компанією 989 Sports в Північній Америці та Sony Computer Entertainment в регіоні PAL)
  - Crash Bandicoot 3: Warped
  - Dead or Alive (Спільно з Tecmo в регіоні PAL)
  - Devil Dice (Лише в Японії та в регіоні PAL)
  - Disney•Pixar A Bug's Life (Спільно з Disney Interactive)
  - Ehrgeiz: God Bless the Ring (Спільно з Squaresoft в Японії та в регіоні PAL)
  - Einhänder (Спільно з Squaresoft в Північній Америці)
  - ESPN X Games Pro Boarder (Випущено спільно з ESPN Digital Games для регіону PAL)
  - Everybody's Golf
  - Final Fantasy Tactics (Спільно з Squaresoft в Північній Америці)
  - Fluid (Лише в Японії та в регіоні PAL)
  - Formula 1 98 (Випущено компанією Psygnosis в Північній Америці та в регіоні PAL)
  - Gran Turismo
  - Jersey Devil (Лише в Північній Америці)
  - Klonoa: Door to Phantomile (Спільно із Namco в регіоні PAL)
  - Kula World (Випущено компанією Sony Computer Entertainment для Японії та регіону PAL, та Psygnosis для Північної Америки)
  - Legend of Legaia
  - Libero Grande (Спільно із Namco в регіоні PAL)
  - MediEvil
  - MLB 99 (Лише в Північній Америці)
  - NBA ShootOut '98 (Випущено компанією 989 Sports в Північній Америці та Sony Computer Entertainment в регіоні PAL)
  - NCAA Final Four 99 (Випущено компанією 989 Sports в Північній Америці)
  - NCAA Gamebreaker 99 (Випущено компанією 989 Sports в Північній Америці)
  - Newman/Haas Racing (Випущено Psygnosis)
  - NFL GameDay 99 (Випущено компанією 989 Sports в Північній Америці)
  - NFL Xtreme (Випущено компанією 989 Sports в Північній Америці та Sony Computer Entertainment в регіоні PAL)
  - NHL FaceOff 99 (Випущено компанією з 989 Sports для Північної Америки та регіону PAL)
  - Nightmare Creatures (Спільно з компанією Kalisto Entertainment для регіону PAL)
  - O.D.T. – Escape... Or Die Trying (Випущено Psygnosis)
  - Oh No! More Lemmings (Випущено компанією SCE Studio Liverpool)
  - Pet in TV (Лише в Японії та в регіоні PAL)
  - Point Blank (Спільно із Namco в регіоні PAL)
  - Poporogue (лише в Японії)
  - Psybadek (Випущено компанією Psygnosis в Північній Америці та в регіоні PAL)
  - Rally Cross 2
  - Rascal (Випущено компанією Psygnosis в Північній Америці та в регіоні PAL)
  - Running Wild
  - SaGa Frontier (Спільно з Squaresoft в Північній Америці)
  - Sentinel Returns (Випущено Psygnosis)
  - Spice World (Випущено компанією Sony Computer Entertainment для регіону PAL, та Psygnosis для Північної Америки)
  - Spyro the Dragon
  - Tekken 3 (Спільно із Namco в регіоні PAL)
  - The Fifth Element (Спільно з компанією Kalisto Entertainment для регіону PAL)
  - Tomba (лише в Північній Америці та регіоні PAL)
  - Treasures of the Deep (Спільно із Namco в регіоні PAL)
  - Twisted Metal III (Випущено компанією 989 Studios для Північної Америки)
  - Zero Divide 2 (Спільно з Zoom для регіону PAL)

### 1999
- Роздрібна торгівля
  - 3 Xtreme (Випущено компанією 989 Sports в Північній Америці)
  - Alundra 2: A New Legend Begins (лише в Японії)
  - Anna Kournikova's Smash Court Tennis (Спільно із Namco в регіоні PAL)
  - Ape Escape
  - Arc the Lad III (лише в Японії)
  - Attack of the Saucerman (Випущено Psygnosis)
  - Barbie: Race & Ride (лише в регіоні PAL)
  - Bloodlines
  - Bloody Roar II (Лише в Північній Америці)
  - Cool Boarders 4 (Випущено компанією з 989 Sports для Північної Америки та регіону PAL)
  - Crash Team Racing
  - Destrega (Спільно з Koei для регіону PAL)
  - Disney•Pixar A Bug's Life Activity Center (Спільно із Disney Interactive в регіоні PAL)
  - Disney's Magical Tetris (Спільно із Disney Interactive в регіоні PAL)
  - Disney's Tarzan (Спільно із Disney Interactive в регіоні PAL)
  - Doko Demo Issyo (лише в Японії)
  - Eliminator (Випущено Psygnosis)
  - Final Fantasy VIII (Спільно з компанією Squaresoft для регіону PAL, Китаю, Гонконгу та Сингапуру)
  - Formula One 99 (Випущено компанією Psygnosis для Північної Америки та Японії, та Sony Computer Entertainment для регіону PAL)
  - G-Police: Weapons of Justice (Випущено компанією Psygnosis для Північної Америки та Sony Computer Entertainment для регіону PAL)
  - Global Domination (Випущено Psygnosis)
  - Global Force: Shin Sentou Kokka (лише в Японії)
  - Gran Turismo 2
  - Grandia (Лише в Північній Америці)
  - Jet Moto 3 (Випущено компанією 989 Sports в Північній Америці)
  - Kingsley's Adventure (Випущено компанією Psygnosis в Північній Америці та в регіоні PAL)
  - Kurushi Final: Mental Blocks
  - Love & Destroy (лише в Японії)
  - MLB 2000 (Випущено компанією 989 Sports в Північній Америці)
  - NBA ShootOut 2000 (Випущено компанією 989 Sports в Північній Америці)
  - NCAA Final Four 99 (Випущено компанією 989 Sports в Північній Америці)
  - NCAA Final Four 2000 (Випущено компанією 989 Sports в Північній Америці)
  - NCAA Gamebreaker 2000 (Випущено компанією 989 Sports в Північній Америці)
  - NFL GameDay 2000 (Випущено компанією 989 Sports в Північній Америці)
  - NFL Xtreme 2 (Випущено компанією 989 Sports в Північній Америці)
  - NHL FaceOff 2000 (Випущено компанією 989 Sports в Північній Америці та Sony Computer Entertainment в регіоні PAL)
  - Omega Boost
  - Ore no Ryouri (лише в Японії)
  - Over My Remain/Ore no Shikabane o Koete Yuke (лише в Японії)
  - Point Blank 2 (Спільно із Namco в регіоні PAL)
  - Pro 18: World Tour Golf (Випущено Psygnosis)
  - R-Type Delta (Спільно з компанією Irem для регіону PAL)
  - R4: Ridge Racer Type 4 (Спільно із Namco в регіоні PAL)
  - Retro Force (Випущено Psygnosis в регіоні PAL)
  - Rollcage (Випущено Psygnosis)
  - Speed Freaks (лише в Північній Америці та регіоні PAL)
  - Spyro 2: Ripto's Rage!
  - Supercross Circuit (Випущено компанією 989 Sports в Північній Америці)
  - Syphon Filter (Випущено компанією 989 Studios в Північній Америці та Sony Computer Entertainment для регіону PAL)
  - The Granstream Saga (Випущено компанією Sony Computer Entertainment для Японії та спільний випуск із ARC Entertainment для регіону PAL)
  - The X-Files Game (Спільно з компанією Fox Interactive для регіону PAL)
  - This is Football
  - Tiny Tank: Up Your Arsenal (лише в Північній Америці та регіоні PAL)
  - Tiny Toon Adventures: Buster and the beanstalk (лише в регіоні PAL)
  - Tomba! 2: The Evil Swine Return (лише в Північній Америці та регіоні PAL)
  - Twisted Metal 4 (Випущено компанією 989 Studios для Північної Америки)
  - UmJammer Lammy
  - Vib-Ribbon (Лише в Японії та в регіоні PAL)
  - Wipeout 3 (Випущено компанією Sony Computer Entertainment для регіону PAL та Японії, та Psygnosis для Північної Америки)
  - XI Jumbo (лише в Японії)

### 2000
- Роздрібна торгівля
  - Ace Combat 3: Electrosphere (Спільно із Namco в регіоні PAL)
  - Aconcagua (лише в Японії)
  - Barbie Super Sports (лише в регіоні PAL)
  - Boku no Natsuyasumi (лише в Японії)
  - Colin McRae Rally (Лише в Північній Америці)
  - Colony Wars: Red Sun (Випущено Psygnosis)
  - Cool Boarders 2001 (Лише в Північній Америці)
  - Covert Ops: Nuclear Dawn (Лише в Японії та в регіоні PAL)
  - Crash Bash
  - Destruction Derby Raw (лише в регіоні PAL)
  - Disney's Aladdin in Nasira's Revenge (Спільно з Disney Interactive для регіону PAL та Північної Америки)
  - Disney's Story Studio: Mulan (Спільно із Disney Interactive в регіоні PAL)
  - Disney's The Emperor's New Groove (Спільно з Disney Interactive для Північної Америки та регіону PAL)
  - Dragon Valor (Спільно із Namco в регіоні PAL)
  - Everybody's Golf 2
  - Formula One 2000 (лише в Північній Америці та регіоні PAL)
  - Ghoul Panic (Спільно із Namco в регіоні PAL)
  - Grind Session (лише в Північній Америці та регіоні PAL)
  - Jackie Chan Stuntmaster (Спільно з Radical Entertainment для регіону PAL)
  - In Cold Blood (лише в регіоні PAL)
  - Legend of Dragoon
  - MediEvil 2
  - MLB 2001 (Лише в Північній Америці)
  - Monster Rancher (Спільно з Tecmo в регіоні PAL)
  - Moto Racer World Tour (лише в регіоні PAL)
  - Mr. Driller (Спільно із Namco в регіоні PAL)
  - Ms. Pac-Man Maze Madness (Спільно із Namco в регіоні PAL)
  - Muppet Monster Adventure (лише в регіоні PAL)
  - Muppet RaceMania (лише в регіоні PAL)
  - NBA ShootOut 2001 (Лише в Північній Америці)
  - NCAA Final Four 2000 (Лише в Північній Америці)
  - NCAA Gamebreaker 2001 (Лише в Північній Америці)
  - NFL GameDay 2001 (Лише в Північній Америці)
  - NHL FaceOff 2001 (Лише в Північній Америці)
  - Pac-Man World (Спільно із Namco в регіоні PAL)
  - Popolocrois Story II (лише в Японії)
  - Rescue Shot (Спільно із Namco в регіоні PAL)
  - Rollcage Stage II (лише в регіоні PAL)
  - Shadow Madness (Спільно з Crave Entertainment для регіону PAL)
  - Space Debris
  - Spyro: Year of the Dragon
  - Star Ixiom (Спільно із Namco в регіоні PAL)
  - Star Ocean: The Second Story (Спільно з Enix в Північній Америці та регіоні PAL)
  - Syphon Filter 2 (Випущено компанією 989 Studios в Північній Америці та Sony Computer Entertainment для регіону PAL)
  - Team Buddies (лише в регіоні PAL)
  - Terracon (лише в регіоні PAL)
  - This is Football 2
  - Walt Disney's The Jungle Book Groove Party (Спільно із Disney Interactive в регіоні PAL)
  - Who Wants to Be a Millionaire 2nd Edition (Лише в Північній Америці)
  - Wild Arms 2 (Японія та Північна Америка)
  - Wipeout 3: Special Edition (лише в регіоні PAL)

### 2001
- Роздрібна торгівля
  - C-12: Final Resistance
  - Disney•Pixar Monsters, Inc. Scream Team (Спільно з Disney Interactive для Північної Америки та регіону PAL)
  - Disney's Atlantis: The Lost Empire (Спільно з Disney Interactive)
  - Disney's Party Time with Winnie The Pooh (Спільно із Disney Interactive в регіоні PAL)
  - Disney's The Little Mermaid II (Спільно із Disney Interactive в регіоні PAL)
  - Formula One 2001 (лише в регіоні PAL)
  - Libero Grande International (Спільно із Namco в регіоні PAL)
  - MLB 2002 (Лише в Північній Америці)
  - NCAA Final Four 2002 (Лише в Північній Америці)
  - NBA ShootOut 2002 (Лише в Північній Америці)
  - NFL GameDay 2002 (Лише в Північній Америці)
  - Point Blank 3 (Спільно із Namco в регіоні PAL)
  - Syphon Filter 3
  - Time Crisis: Project Titan (Спільно із Namco в регіоні PAL)
  - Twisted Metal: Small Brawl (Лише в Північній Америці)
  - Who Wants to Be a Millionaire 3rd Edition (Лише в Північній Америці)

### 2002
- Роздрібна торгівля
  - Alfred Chicken (лише в регіоні PAL)
  - Disney's Treasure Planet (Спільно з Disney Interactive)
  - Disney's Lilo & Stitch (Спільно з Disney Interactive)
  - Final Fantasy VI (Спільно з Squaresoft для регіону PAL)
  - Final Fantasy Anthology (Спільно з Squaresoft для регіону PAL)
  - Firebugs (лише в регіоні PAL)
  - Formula One Arcade (лише в регіоні PAL)
  - Jim Henson's The Hoobs (лише в регіоні PAL)
  - Klonoa Beach Volleyball (Спільно із Namco в регіоні PAL)
  - MLB 2003 (Лише в Північній Америці)
  - NBA ShootOut 2003 (Лише в Північній Америці)
  - NFL GameDay 2003 (Лише в Північній Америці)
  - Peter Pan in Disney's Return to Never Land (Спільно з Disney Interactive)
  - Stuart Little 2 (лише в Північній Америці та регіоні PAL)
  - WRC: FIA World Rally Championship Arcade (лише в регіоні PAL)

### 2003
- Роздрібна торгівля
  - Jinx (лише в регіоні PAL)
  - MLB 2004 (Лише в Північній Америці)
  - NBA ShootOut (Лише в Північній Америці)
  - NFL GameDay 2004 (Лише в Північній Америці)

### 2004
- Роздрібна торгівля
  - MLB 2005 (В Північній Америці та Японії)
  - NFL GameDay 2005 (Лише в Північній Америці)

## PlayStation 2

### 2000
- Роздрібна торгівля
  - Dead or Alive 2 (Спільно з Tecmo в регіоні PAL)
  - FantaVision
  - NCAA Final Four 2001 (Лише в Північній Америці)
  - NFL GameDay 2001 (Лише в Північній Америці)
  - Ridge Racer V (Спільно із Namco в регіоні PAL)
  - Tekken Tag Tournament (Спільно із Namco в регіоні PAL)

### 2001
- Роздрібна торгівля
  - AirBlade (лише в регіоні PAL)
  - Cool Boarders 2001 (Лише в Північній Америці)
  - ATV Offroad Fury
  - Dark Cloud
  - Extermination
  - Formula One 2001
  - Frequency (лише в Північній Америці та регіоні PAL)
  - Gran Turismo 3: A-Spec
  - Gran Turismo Concept Tokyo 2001 (лише в Японії)
  - ran Turismo Concept Tokyo-Geneva (лише в регіоні PAL)
  - Gran Turismo Concept Tokyo-Seoul (лише в Південній Кореї)
  - Ico
  - Jak and Daxter: The Precursor Legacy
  - Kinetica (Лише в Північній Америці)
  - Klonoa 2: Lunatea's Veil (Спільно із Namco в регіоні PAL)
  - Legaia 2: Duel Saga (лише в Японії)
  - Mad Maestro! (лише в Японії)
  - Mister Mosquito (лише в Японії)
  - MotoGP  (Спільно із Namco в регіоні PAL)
  - NBA ShootOut 2001 (Лише в Північній Америці)
  - NCAA Final Four 2002 (Лише в Північній Америці)
  - NFL GameDay 2002 (Лише в Північній Америці)
  - NHL FaceOff 2001
  - Okage: Shadow King (В Північній Америці та Японії)
  - PaRappa the Rapper 2
  - Pipo Saru 2001 (лише в Японії)
  - Sagashi ni Ikouyo (лише в Японії)
  - SkyGunner (лише в Японії)
  - Sky Odyssey (Лише в Японії та в регіоні PAL)
  - The Bouncer (Спільно з Squaresoft для регіону PAL)
  - Time Crisis II  (Спільно із Namco в регіоні PAL)
  - This is Football 2002 (Північна Америка та регіон PAL)
  - Tsungai: Atonement (лише в Японії)
  - Twisted Metal: Black
  - Vampire Night (Спільно із Namco в регіоні PAL)
  - Yoake no Mariko (лише в Японії)
  - World Rally Championship

### 2002
- Роздрібна торгівля
  - Ace Combat: Distant Thunder (Спільно із Namco в регіоні PAL)
  - Alpine Racer 3 (Спільно із Namco в регіоні PAL)
  - ATV Offroad Fury 2 (Лише в Північній Америці)
  - Boku no Natsuyasumi 2: Umi no Bokuen Hen (лише в Японії)
  - Disney•Pixar Monsters, Inc. Scream Team (Спільно з Disney Interactive для Північної Америки та регіону PAL)
  - Disney's Stitch: Experiment 626
  - Disney's Treasure Planet (Спільно з Disney Interactive)
  - Drakan: The Ancients' Gates (лише в Північній Америці та регіоні PAL)
  - Dropship: United Peace Front (лише в регіоні PAL)
  - Dual Hearts (лише в Японії)
  - Ecco the Dolphin: Defender of the Future (Спільно з Sega для регіону PAL)
  - Everybody's Golf 3 (Японія та Північна Америка)
  - Ferrari F355 Challenge (Спільно з Sega для регіону PAL)
  - Final Fantasy X (Спільно з Squaresoft для регіону PAL)
  - Formula One 2002
  - Futari no Fantasvision (лише в Японії)
  - Gacharoku (лише в Японії)
  - Headhunter (Спільно з Sega для регіону PAL)
  - Jet X20 (Лише в Північній Америці)
  - Kingdom Hearts (Спільно з Squaresoft для регіону PAL)
  - MotoGP 2  (Спільно із Namco в регіоні PAL)
  - NBA ShootOut 2003 (Лише в Північній Америці)
  - NCAA Final Four 2003 (Лише в Північній Америці)
  - NCAA Gamebreaker 2003 (Лише в Північній Америці)
  - NFL GameDay 2003 (Лише в Північній Америці)
  - NHL FaceOff 2003 (Лише в Північній Америці)
  - Ninja Assault (Спільно із Namco в регіоні PAL)
  - Peter Pan in Disney's Return to Never Land (Спільно з Disney Interactive)
  - Popolocrois: Adventure of Beginnings (лише в Японії)
  - Ratchet & Clank
  - Rez (Спільно з Sega для регіону PAL)
  - Sly Cooper and the Thievius Raccoonus
  - Smash Court Tennis Pro Tournament (Спільно із Namco в регіоні PAL)
  - Socom U.S. Navy Seals
  - Space Channel 5 (Спільно з Sega для регіону PAL)
  - Tekken 4 (Спільно із Namco в регіоні PAL)
  - The Getaway
  - The Mark of Kri (лише в Північній Америці та регіоні PAL)
  - This is Football 2003
  - Twisted Metal: Black Online
  - Virtua Fighter 4 (Спільно з Sega для регіону PAL)
  - Yoake no Mariko 2nd Act (лише в Японії)
  - Wild Arms 3 (Японія та Північна Америка)
  - Wipeout Fusion
  - WRC II Extreme
  - XI Go (лише в Японії)

### 2003
- Роздрібна торгівля
  - Amplitude (лише в Північній Америці та регіоні PAL)
  - Ape Escape 2
  - Arc the Lad: Twilight of the Spirits
  - Dark Chronicle
  - Dog's Life (лише в регіоні PAL)
  - Downhill Domination (Лише в Північній Америці)
  - EverQuest Online Adventures (Випущено компанією Sony Online Entertainment для Північної Америки та Sony Computer Entertainment для регіону PAL)
  - EverQuest Online Adventures: Frontiers (Випущено компанією Sony Online Entertainment в Північній Америці)
  - EyeToy: Play
  - EyeToy: Groove
  - Formula One 2003
  - Gacharoku 2: Kondo wa Sekai Isshuu yo!! (лише в Японії)
  - Ghosthunter (лише в регіоні PAL)
  - Hardware: Online Arena
  - Jak II
  - Lifeline (лише в Японії)
  - Jampack Winter 2003 (Лише в Північній Америці)
  - MLB 2004 (Випущено в Північній Америці та в регіоні PAL)
  - Mojib-Ribbon (лише в Японії)
  - MotoGP 3  (Спільно із Namco в регіоні PAL)
  - My Street (лише в Північній Америці та регіоні PAL)
  - NBA ShootOut 2004 (Лише в Північній Америці)
  - NCAA Final Four 2004 (Лише в Північній Америці)
  - NFL GameDay 2004 (Лише в Північній Америці)
  - Pac-Man World 2 (Спільно із Namco в регіоні PAL)
  - Primal
  - Ratchet & Clank: Going Commando
  - Shinobi (Спільно з Sega для регіону PAL)
  - Socom II: U.S. Navy Seals
  - Space Channel 5: Part 2 (Спільно з Sega для регіону PAL, крім Сполученого Королівства)
  - This is Football 2004 (Північна Америка та регіон PAL)
  - Time Crisis 3  (Спільно із Namco в регіоні PAL)
  - War of the Monsters
  - WRC 3

### 2004
- Роздрібна торгівля
  - Arc the Lad: End of Darkness (лише в Японії)
  - Ape Escape: Pumped & Primed
  - Athens 2004
  - ATV Offroad Fury 3 (Лише в Північній Америці)
  - Champions of Norrath: Realms of EverQuest (Випущено компанією Sony Online Entertainment в Північній Америці)
  - Crisis Zone (Спільно із Namco в регіоні PAL)
  - Destruction Derby: Arenas
  - DJ: Decks & FX (лише в регіоні PAL)
  - Everybody's Golf 4
  - EyeToy: Antigrav (лише в Північній Америці та регіоні PAL)
  - EyeToy: Monkey Mania (Лише в Японії та в регіоні PAL)
  - EyeToy: Play 2 (лише в Північній Америці та регіоні PAL)
  - Final Fantasy XI (Спільно з Square-Enix в Північній Америці)
  - Formula One 04
  - Gran Turismo 4: Prologue
  - Gretzky NHL 2005 (Лише в Північній Америці)
  - I-Ninja (Спільно із Namco в регіоні PAL)
  - Jackie Chan Adventures (лише в регіоні PAL)
  - Jak 3
  - Jet Li: Rise to Honor
  - Kill.Switch (Спільно із Namco в регіоні PAL)
  - Killzone
  - MLB 2005 (Випущено в Північній Америці та в регіоні PAL)
  - MotoGP 4  (Спільно із Namco в регіоні PAL)
  - Popolocrois:Adventure of the Law of the Moon (лише в Японії)
  - Ratchet & Clank: Up Your Arsenal
  - SingStar (лише в регіоні PAL)
  - SingStar Party (лише в регіоні PAL)
  - Siren
  - Sly 2: Band of Thieves
  - Smash Court Tennis Pro Tournament 2 (Спільно із Namco в регіоні PAL)
  - Soulcalibur III (Спільно із Namco в регіоні PAL)
  - Syphon Filter: The Omega Strain
  - The Getaway: Black Monday
  - This is Football 2004 (Північна Америка та регіон PAL)
  - This is Football 2005 (Північна Америка та регіон PAL)
  - Vib-Ripple (лише в Японії)
  - WRC 4

### 2005
- Роздрібна торгівля
  - Ace Combat:Squadron Leader (Спільно із Namco в регіоні PAL)
  - Ape Escape 3
  - Bokura no Kazoku (лише в Японії)
  - Brave: The Search for Spirit Dancer (Спільно з VIS Entertainment для регіону PAL)
  - Buzz!: The Music Quiz
  - Champions: Return to Arms (Випущено компанією Sony Online Entertainment в Північній Америці)
  - Death by Degrees (Спільно із Namco в регіоні PAL)
  - Disney's Peter Pan: The Legend of Never Land (Спільно із Disney Interactive в регіоні PAL)
  - EyeToy: Chat (лише в регіоні PAL)
  - EyeToy: EduKids (В Азії)
  - EyeToy: Kinetic (лише в Північній Америці та регіоні PAL)
  - EyeToy: Play 3 (лише в регіоні PAL)
  - Formula One 05
  - Gaelic Games: Football (лише в регіоні PAL)
  - Genji: Dawn of the Samurai
  - God of War (лише в Північній Америці та регіоні PAL)
  - Gran Turismo 4
  - Gretzky NHL 06 (Лише в Північній Америці)
  - Jak X: Combat Racing
  - MLB 2006 (Випущено в Північній Америці)
  - NBA 06 (Лише в Північній Америці)
  - Neopets: The Darkest Faerie (Лише в Північній Америці)
  - Ratchet: Deadlocked
  - Rise of the Kasai (Лише в Північній Америці)
  - Roland Garros Paris 2005:Powered by Smash Court Tennis (Спільно із Namco в регіоні PAL)
  - Shadow of the Colossus
  - SingStar '80s
  - SingStar Pop
  - SingStar The Dome (лише в регіоні PAL)
  - Sly 3: Honor Among Thieves
  - Socom 3: U.S. Navy Seals
  - Soul Calibur 3 (Спільно з Namco)
  - SpyToy (лише в Північній Америці та регіоні PAL)
  - Stuart Little 3: Big Photo Mode Adventure (лише в регіоні PAL)
  - Tekken 5 (Спільно із Namco в регіоні PAL)
  - Wild Arms 4 (лише в Японії)
  - Wild Arms Alter Code: F (лише в Японії)
  - WRC: Rally Evolved
  - Xenosaga Episode II: Jenseits von Gut und böse (Спільно із Namco в регіоні PAL)

### 2006
- Роздрібна торгівля
  - 24: The Game (лише в регіоні PAL)
  - Ace Combat Zero: The Belkan War (Спільно із Namco в регіоні PAL)
  - Ape Escape: Million Monkeys (лише в Японії)
  - ATV Offroad Fury 4
  - B-Boy (лише в регіоні PAL)
  - Buzz!: The Big Quiz
  - Buzz!: The Sports Quiz (лише в регіоні PAL)
  - Buzz! Junior: Jungle Party
  - EyeToy: Kinetic Combat (лише в регіоні PAL)
  - EyeToy: Play Sports (лише в регіоні PAL)
  - Forbidden Siren 2 (Лише в Японії та в регіоні PAL)
  - Formula One 06
  - Gran Turismo 4 Online test version (лише в Японії)
  - Lemmings
  - MLB 06: The Show (Північна Америка та Південна Корея)
  - NBA 07 (Лише в Північній Америці)
  - Rule of Rose (лише в Японії)
  - Shinobido: Way of the Ninja (лише в регіоні PAL)
  - SingStar Anthems (лише в регіоні PAL)
  - SingStar Legends
  - SingStar Rocks!
  - Socom: U.S. Navy Seals Combined Assault
  - Tourist Trophy
  - Urban Reign (Спільно із Namco в регіоні PAL)
  - Wild Arms 5 (лише в Японії)

### 2007
- Роздрібна торгівля
  - Buzz!: The Hollywood Quiz
  - Buzz! The Mega Quiz
  - Buzz! Junior: Monster Rumble
  - Buzz! Junior: Robo Jam
  - Everybody's Tennis
  - EyeToy Astro Zoo (лише в регіоні PAL)
  - Gaelic Games: Football 2 (лише в регіоні PAL)
  - Gaelic Games: Hurling (лише в регіоні PAL)
  - God of War II (лише в Північній Америці та регіоні PAL)
  - MLB 07: The Show (Північна Америка та Південна Корея)
  - NBA 08 (Випущено в Північній Америці та Австралії)
  - Rogue Galaxy
  - SingStar '90s
  - SingStar Amped (Випущено в Північній Америці та Австралії)
  - SingStar Pop Hits 2 (лише в регіоні PAL)
  - SingStar Rock Ballads (лише в регіоні PAL)
  - SingStar R&B (лише в регіоні PAL)
  - Syphon Filter: Dark Mirror

### 2008
- Роздрібна торгівля
  - Buzz!: The Pop Quiz
  - Buzz!: The Schools Quiz
  - Buzz! Junior: Ace Racers (лише в регіоні PAL)
  - Buzz! Junior: Dino Den (лише в регіоні PAL)
  - EyeToy Play: Hero (лише в регіоні PAL)
  - EyeToy Play: PomPom Party (лише в регіоні PAL)
  - MLB 08: The Show (Лише в Північній Америці)
  - NBA 09: The Inside (Лише в Північній Америці)
  - Ratchet & Clank: Size Matters
  - SingStar ABBA
  - SingStar BoyBands vs GirlBands
  - SingStar Country (Лише в Північній Америці)
  - SingStar Hottest Hits (Лише Австралія)
  - SingStar Party Hits (Лише Австралія)
  - SingStar Pop Vol. 2 (Лише в Північній Америці)
  - SingStar Singalong with Disney (лише в регіоні PAL)
  - SingStar Summer Party (лише в регіоні PAL)
  - Twisted Metal: Head-On: Extra Twisted Edition (Лише в Північній Америці)

### 2009
- Роздрібна торгівля
  - Buzz!: Brain of the World (лише в регіоні PAL)
  - Cart Kings (лише в Індії)
  - Chandragupta: Warrior Prince (лише в Індії)
  - Desi Adda: Games of India (лише в Індії)
  - Ghostbusters: The Video Game (лише в регіоні PAL)
  - Hanuman: Boy Warrior (лише в Індії)
  - Jak and Daxter: The Lost Frontier
  - MLB 09: The Show (Лише в Північній Америці)
  - MotorStorm: Arctic Edge
  - Secret Agent Clank (лише в Північній Америці та регіоні PAL)
  - SingStar Latino (Лише в Північній Америці)
  - SingStar Motown
  - SingStar Queen
  - SingStar Take That (Лише Сполучене Королівство)
  - SingStar Vasco (Лише Італія)
  - Wipeout Pulse (лише в регіоні PAL)

### 2010
- Роздрібна торгівля
  - MLB 10: The Show (Північна Америка та Південна Корея)
  - SingStar Chart Hits (Лише Австралія)
  - SingStar Wiggles (Лише Австралія)
  - Street Cricket Champions (лише в Індії)
  - Syphon Filter: Logan's Shadow (Лише в Північній Америці)

### 2011
- Роздрібна торгівля
  - Chandragupta: Warrior Prince (лише в Індії)
  - MLB 11: The Show (Північна Америка та Південна Корея)
  - RA. ONE: The Game (лише в Індії)

### 2012
- Роздрібна торгівля
  - Street Cricket Champions 2 (лише в Індії)

### 2013
- Роздрібна торгівля
  - DON 2 The Game (лише в Індії)

## PlayStation 3

### 2006
- Роздрібна торгівля
  - Genji: Days of the Blade
  - NBA 07 (В Північній Америці та Японії)
  - Resistance: Fall of Man
  - Untold Legends: Dark Kingdom (Випущено компанією Sony Online Entertainment)
- PlayStation Network
  - Blast Factor
  - Cash Guns Chaos DLX (Випущено компанією Sony Online Entertainment в Північній Америці)
  - Go! Sudoku
  - Gran Turismo HD Concept
  - Lemmings
  - Mainichi Issho (лише в Японії)

### 2007
- Роздрібна торгівля
  - Boku no Natsuyasumi 3: Kitaguni Hen: Chiisana Boku no Dai Sougen (лише в Японії)
  - Folklore
  - Formula One Championship Edition
  - Heavenly Sword
  - Lair
  - MLB 07: The Show (Північна Америка та Південна Корея)
  - MotorStorm
  - NBA 08 (лише в Північній Америці та регіоні PAL)
  - Ratchet & Clank Future: Tools of Destruction
  - Ridge Racer 7 (Спільно із Namco в регіоні PAL)
  - SingStar
  - The Eye of Judgment
  - Uncharted: Drake's Fortune
  - Warhawk
- PlayStation Network
  - Aqua Vita (лише в Північній Америці та регіоні PAL)
  - Calling All Cars!
  - Everyday Shooter
  - EyeCreate
  - Feel Ski
  - Flow
  - Go! Puzzle
  - High Stakes on the Vegas Strip: Poker Edition (Випущено Sony Online Entertainment в Північній Америці та регіоні PAL)
  - High Velocity Bowling
  - LocoRoco Cocoreccho!
  - Mesmerize Distort (лише в Північній Америці та регіоні PAL)
  - Mesmerize Trace (лише в Північній Америці та регіоні PAL)
  - Nucleus
  - Operation Creature Feature (Північна Америка та регіон PAL)
  - Pain (Роздрібна версія для регіону PAL)
  - PixelJunk Racers (лише в Північній Америці та регіоні PAL)
  - Piyotama
  - Snakeball
  - Super Rub 'a' Dub
  - Super Stardust HD
  - Tekken 5: Dark Resurrection (Спільно з Namco Bandai Games в регіоні PAL)
  - The Trials of Topoq
  - Tori Emaki
  - Toy Home

### 2008
- Роздрібна торгівля
  - Afrika (лише в Японії)
  - Aquanaut's Holiday: Hidden Memories (лише в Японії)
  - Buzz!: Quiz TV
  - Gran Turismo 5 Prologue
  - Everybody's Golf 5
  - LittleBigPlanet
  - MLB 08: The Show (Північна Америка та Південна Корея)
  - MotorStorm: Pacific Rift
  - NBA 09: The Inside (Лише в Північній Америці)
  - Resistance 2
  - SingStar ABBA
  - SingStar Vol. 2
  - SingStar Vol. 3
  - Socom: U.S. Navy Seals Confrontation
  - Time Crisis 4 (Спільно із Namco в регіоні PAL)
- PlayStation Network
  - Buzz! Junior: Jungle Party (Північна Америка та регіон PAL)
  - Crash Commando
  - Dark Mist
  - Echochrome
  - Elefunk
  - Linger in Shadows
  - PixelJunk Eden (лише в Північній Америці та регіоні PAL)
  - PixelJunk Monsters (лише в Північній Америці та регіоні PAL)
  - PlayStation Home
  - Ratchet & Clank Future: Quest for Booty (Роздрібна версія для регіону PAL)
  - Siren: Blood Curse (Роздрібна версія для регіону PAL)
  - Sky Diving
  - The Last Guy
  - Wipeout HD

### 2009
- Роздрібна торгівля
  - Buzz!: Brain of the World (лише в регіоні PAL)
  - Buzz!: Quiz World
  - Demon's Souls (лише в Японії)
  - Desi Adda: Games of India (лише в Індії)
  - EyePet (лише в регіоні PAL)
  - Ghostbusters: The Video Game (лише в регіоні PAL)
  - God of War Collection (лише в Північній Америці та регіоні PAL)
  - Infamous
  - Killzone 2
  - MLB 09: The Show (В Північній Америці, Кореї та Австралії)
  - Ratchet & Clank Future: A Crack in Time
  - SingStar Latino (Лише в Північній Америці)
  - SingStar Motown (лише в регіоні PAL)
  - SingStar Queen
  - SingStar Pop Edition (лише в регіоні PAL)
  - SingStar Starter Pack (лише в регіоні PAL)
  - SingStar Take That (Лише Сполучене Королівство)
  - SingStar Vasco (Лише Італія)
  - Toro to Morimori (лише в Японії)
  - Uncharted 2: Among Thieves
  - Wipeout HD Fury (лише в регіоні PAL)
- PlayStation Network
  - .detuned
  - Bejeweled 2 (Випущено Sony Online Entertainment в Північній Америці та регіоні PAL)
  - Buzz! Junior: Dino Den (лише в регіоні PAL)
  - Buzz! Junior: Monster Rumble (Північна Америка та регіон PAL)
  - Buzz! Junior: Robo Jam (Північна Америка та регіон PAL)
  - Fat Princess
  - Flower
  - Gravity Crash
  - GTI Club+: Rally Côte d'Azur (Лише в Північній Америці)
  - Heavy Weapon (Випущено Sony Online Entertainment в Північній Америці та регіоні PAL)
  - Hustle Kings
  - Magic Orbz (Лише в Північній Америці)
  - Numblast
  - Peggle (Випущено Sony Online Entertainment в Північній Америці та регіоні PAL)
  - Peggle Nights (Випущено Sony Online Entertainment в Північній Америці та регіоні PAL)
  - PixelJunk Shooter (лише в Північній Америці та регіоні PAL)
  - Rag Doll Kung Fu: Fists of Plastic
  - Revenge of the Wounded Dragons (Лише в Північній Америці)
  - Savage Moon
  - Switchball (Випущено Sony Online Entertainment в Північній Америці та регіоні PAL)
  - The Punisher: No Mercy
  - Trash Panic
  - Zuma (Випущено Sony Online Entertainment в Північній Америці та регіоні PAL)

### 2010
- Роздрібна торгівля
  - Beat Sketcher
  - Buzz!: The Ultimate Music Quiz (лише в регіоні PAL)
  - EyePet Move Edition
  - God of War III
  - Gran Turismo 5
  - Heavy Rain
  - Heavy Rain Move Edition
  - High Velocity Bowling Move Edition (В Північній Америці та Японії)
  - Kung Fu Rider
  - Mag
  - MLB 10: The Show (Північна Америка та Південна Корея)
  - ModNation Racers
  - SingStar Chart Hits (Лише Австралія)
  - SingStar Dance
  - SingStar Guitar (лише в регіоні PAL)
  - Sly Collection
  - Sports Champions
  - Start the Party!
  - The Fight: Lights Out
  - The Shoot
  - Time Crisis: Razing Storm (Спільно із Namco в регіоні PAL)
  - TV Superstars
  - White Knight Chronicles
- PlayStation Network
  - Buzz!: Quiz Player (В регіоні PAL, безкоштовна версія)
  - Dead Nation
  - Eat Them!
  - Echochrome II
  - Feeding Frenzy 2: Shipwreck Showdown (Випущено Sony Online Entertainment в Північній Америці та регіоні PAL)
  - MotorStorm 3D Rift
  - PixelJunk Racers: 2nd Lap (лише в Північній Америці та регіоні PAL)
  - Qlione Evolve (Випущено Sony Online Entertainment в Північній Америці та регіоні PAL)
  - Sackboy's Prehistoric Moves
  - SingStar Viewer
  - Swords & Soldiers (Випущено Sony Online Entertainment в Північній Америці та регіоні PAL)
  - TerRover (Випущено Sony Online Entertainment в Північній Америці та регіоні PAL)
  - Top Darts
  - Tumble

### 2011
- Роздрібна торгівля
  - Bleach: Soul Resurrecciòn (лише в Японії)
  - Carnival Island
  - DC Universe Online
  - DanceStar Party (Північна Америка та регіон PAL)
  - EyePet & Friends
  - God of War: Origins Collection
  - Infamous 2
  - Killzone 3
  - LittleBigPlanet 2
  - Medieval Moves: Deadmund's Quest
  - MLB 11: The Show (В Північній Америці, Кореї та Австралії)
  - MotorStorm: Apocalypse (Північна Америка та регіон PAL)
  - Move Fitness (Роздрібна версія в регіоні PAL, Азії та Кореї, лише для завантаження в Північній Америці)
  - PlayStation Move Ape Escape (Роздрібна версія в регіоні PAL, Азії та Японії, лише для завантаження в Північній Америці та Сполученому Королівстві)
  - PlayStation Move Heroes
  - Ratchet & Clank: All 4 One
  - Resistance 3
  - SingStar Back to the '80s (лише в регіоні PAL)
  - Socom 4
  - Start the Party! Save the World (Роздрібна версія в регіоні PAL та Азії)
  - Tekken Hybrid (Спільно з Namco Bandai Games в регіоні PAL)
  - The Ico & Shadow of the Colossus Collection
  - Uncharted 3: Drake's Deception
  - White Knight Chronicles 2
- PlayStation Network
  - Acceleration of Suguri X Edition (Випущено компанією Sony Online Entertainment)
  - Akimi Village (Випущено Sony Online Entertainment в Північній Америці та регіоні PAL)
  - DC Universe Online (Випущено Sony Online Entertainment, безкоштовна версія)
  - Free Realms (Випущено Sony Online Entertainment в Північній Америці та регіоні PAL)
  - Infamous: Festival of Blood
  - Payday: The Heist (Випущено Sony Online Entertainment в Північній Америці та регіоні PAL)
  - PixelJunk Shooter 2 (лише в Північній Америці та регіоні PAL)
  - PixelJunk SideScroller (лише в Північній Америці та регіоні PAL)
  - Plants vs. Zombies (Випущено Sony Online Entertainment в Північній Америці та регіоні PAL)
  - RA. ONE: The Game (Тільки в регіоні PAL, роздрібна версія в Індії)
  - Rochard (Випущено Sony Online Entertainment в Північній Америці та регіоні PAL)
  - Sideway New York (Випущено Sony Online Entertainment в Північній Америці та регіоні PAL)
  - Slam Bolt Scrappers (Випущено Sony Online Entertainment в Північній Америці та регіоні PAL)

### 2012
- Роздрібна торгівля
  - DanceStar Party Hits (лише в регіоні PAL)
  - God of War Saga
  - Jak and Daxter Collection
  - Killzone Trilogy
  - LittleBigPlanet Karting
  - MLB 12: The Show (В Північній Америці, Кореї та Австралії)
  - PlayStation All-Stars Battle Royale
  - Ratchet & Clank Collection
  - Ratchet & Clank: Full Frontal Assault
  - Sorcery
  - Sports Champions 2
  - Starhawk
  - Twisted Metal
  - Wonderbook: Book of Spells (Північна Америка та регіон PAL)
- PlayStation Network
  - Datura
  - Journey
  - Killzone (Ремастер версія)
  - Killzone 3 Multiplayer
  - Malicious
  - MotorStorm RC
  - Move Street Cricket (Тільки в регіоні PAL, роздрібна версія в Індії)
  - PixelJunk 4am (лише в Північній Америці та регіоні PAL)
  - SingStar (Безкоштовна версія)
  - The Unfinished Swan
  - Tokyo Jungle (Роздрібна версія в Японії)
  - When Vikings Attack!

### 2013
- Роздрібна торгівля
  - Beyond: Two Souls
  - God of War: Ascension
  - Gran Turismo 6
  - Invizimals: The Lost Kingdom (Роздрібна версія в регіоні PAL, версія для завантаження в Північній Америці)
  - MLB 13: The Show (Роздрібна версія в Північній Америці, Кореї та Австралії, версія для завантаження в регіоні PAL)
  - Puppeteer
  - Ratchet & Clank: Into the Nexus
  - Sly Cooper: Thieves in Time
  - The Last of Us
  - Wonderbook: Book of Potions (Північна Америка та регіон PAL)
  - Wonderbook: Diggs Nightcrawler (Північна Америка та регіон PAL)
  - Wonderbook: Walking with Dinosaurs (Північна Америка та регіон PAL)
- PlayStation Network
  - Bentley's Hackpack
  - DanceStar Digital (В регіоні PAL, безкоштовна версія)
  - Dare to Fly (лише в регіоні PAL)
  - Doki-Doki Universe
  - Dust 514
  - Everybody's Golf 6 (Роздрібна версія в Японії)
  - Kite Fight (лише в регіоні PAL)
  - Move Street Cricket II (Тільки в регіоні PAL, роздрібна версія в Індії)
  - Pro Foosball
  - Rain (Роздрібна версія в Японії)
  - Ratchet: Deadlocked (Ремастер версія)
  - Uncharted 3: Drake's Deception Multiplayer Free-to-play

### 2014
- Роздрібна торгівля
  - LittleBigPlanet 3
  - Minecraft
  - MLB 14: The Show (Роздрібна версія у Північній Америці, цифрова версія у регіоні PAL)
- PlayStation Network
  - CounterSpy
  - Entwined
  - Hohokum
  - Pain (Безкоштовна версія)[1]
  - SingStar[2]
  - Resogun

### 2015
- Роздрібна торгівля
  - MLB 15: The Show
- PlayStation Network
  - Helldivers

### 2016
- Роздрібна торгівля
  - MLB The Show 16

## PlayStation 4

### 2013
- Роздрібна торгівля
  - Killzone: Shadow Fall
  - Knack
- PlayStation Network
  - DC Universe Online (Випущено компанією Sony Online Entertainment)
  - Doki-Doki Universe (Випущено компанією Sony Online Entertainment за межами Північної Америки) [3] 
  - Escape Plan
  - Flow
  - Flower
  - Resogun
  - Sound Shapes
  - The Playroom

### 2014
- Роздрібна торгівля
  - Destiny (Випущено компанією Sony Online Entertainment у Японії)
  - Driveclub
  - Infamous First Light (Роздрібна версія в регіоні PAL, лише завантаження в Північній Америці)
  - Infamous Second Son
  - LittleBigPlanet 3
  - MLB 14: The Show (Роздрібна версія у Північній Америці, цифрова версія у регіоні PAL)
  - The Last of Us Remastered
- PlayStation Network
  - CounterSpy
  - Dead Nation: Apocalypse Edition
  - Entwined
  - Hohokum
  - Killzone: Shadow Fall Intercept (Самостійна версія)
  - SingStar[4]
  - The Unfinished Swan

### 2015
- Роздрібна торгівля
  - Bloodborne
  - Call of Duty: Black Ops III (Випущено компанією Sony Online Entertainment у Японії)
  - Gravity Rush Remastered
  - God of War III Remastered
  - Helldivers: Super-Earth Ultimate Edition
  - Journey Collector's Edition
  - MLB 15: The Show (Роздрібна версія у Північній Америці, цифрова версія у регіоні PAL)
  - Tearaway Unfolded
  - The Order: 1886
  - Uncharted: The Nathan Drake Collection
  - Until Dawn
- PlayStation Network
  - Beyond: Two Souls
  - Destiny: The Taken King (Випущено компанією Sony Online Entertainment у Японії)
  - Driveclub Bikes (Самостійна версія)
  - Everybody's Gone to the Rapture
  - Fat Princess Adventures
  - Galak-Z: The Dimensional (Випущено компанією Sony Computer Entertainment у Північній Америці)
  - Guns Up!
  - Helldivers
  - Hustle Kings
  - Journey
  - Ultra Street Fighter IV (Випущено компанією Sony Computer Entertainment за межами Японії)
  - Super Stardust Ultra
  - The Last of Us: Left Behind (Самостійна версія)

### 2016
- Роздрібна торгівля
  - Here They Lie (Роздрібна версія в регіоні PAL, лише завантаження в Північній Америці) (підтримка PlayStation VR)
  - MLB The Show 16
  - No Man's Sky (Спільно з Hello Games у регіоні PAL)
  - Ratchet & Clank
  - Shadow of the Beast (Роздрібна версія в Азії)
  - The Heavy Rain & Beyond: Two Souls Collection
  - The Last Guardian
  - Uncharted 4: A Thief's End
  - Uncharted: Drake's Fortune Remastered
  - Uncharted 2: Among Thieves Remastered
  - Uncharted 3: Drake's Deception Remastered
- PlayStation Network
  - Alienation
  - Bound (підтримка PlayStation VR)
  - Hardware: Rivals
  - Heavy Rain
  - Kill Strain
  - The Tomorrow Children
- PlayStation VR
  - Driveclub VR
  - Hustle Kings VR (Роздрібна версія в регіоні PAL, лише завантаження в Північній Америці)
  - PlayStation VR Worlds
  - RIGS: Mechanized Combat League
  - Super Stardust Ultra VR (Роздрібна версія в регіоні PAL, лише завантаження в Північній Америці)
  - The Playroom VR (Версія для завантаження)
  - Tumble VR(Версія для завантаження)
  - Until Dawn: Rush of Blood

### 2017
- Роздрібна торгівля
  - Destiny 2 (Випущено компанією Sony Interactive Entertainment у Японії)
  - Gran Turismo Sport (підтримка PlayStation VR)
  - Gravity Rush 2
  - Horizon Zero Dawn
  - Knack II
  - MLB The Show 17
  - Everybody's Golf
  - Matterfall (Роздрібна версія в регіоні PAL, лише завантаження в Північній Америці)
  - Nioh (Випущено компанією Sony Interactive Entertainment за межами Японії)
  - Uncharted: The Lost Legacy
  - Wipeout Omega Collection
- PlayStation Network
  - Drawn to Death
  - Jak and Daxter Bundle
  - LocoRoco Remastered
  - LocoRoco 2 Remastered
  - Malicious Fallen (Випущено компанією Sony Interactive Entertainment за межами Японії)
  - PaRappa the Rapper Remastered
  - Patapon Remastered
- PlayStation VR
  - Farpoint
  - No Heroes Allowed! VR (Версія для завантаження)
  - StarBlood Arena
  - The Last Guardian VR Demo (Версія для завантаження)
  - Air Force Special Ops: Nightfall
- PlayLink
  - Hidden Agenda
  - Knowledge is Power
  - SingStar Celebration
  - That's You!

### 2018
- Роздрібна торгівля
  - Detroit: Become Human
  - God of War
  - Marvel's Spider-Man
  - MLB The Show 18
  - Quantic Dream Collection(Лише в Північній Америці)
  - Shadow of the Colossus
  - Tetris Effect (Версія для роздрібної торгівлі)
  - Wipeout Omega Collection (підтримка PlayStation VR)
- PlayStation VR
  - Astro Bot Rescue Mission
  - Bravo Team
  - Déraciné
  - Firewall: Zero Hour
  - The Inpatient
  - Track Lab
- PlayLink
  - Chimparty
  - Frantics
  - Knowledge is Power: Decades

### 2019
- Роздрібна торгівля
  - Concrete Genie
  - Days Gone
  - Death Stranding
  - MediEvil
  - MLB The Show 19
  - Monkey King: Hero Is Back (Випущено компанією Sony Interactive Entertainment у Азії)
- PlayStation Network
  - Dreams
  - Erica
  - ReadySet Heroes
- PlayStation VR
  - Blood & Truth
  - Everybody's Golf VR
  - Immortal Legacy: The Jade Cipher

### 2020
- Роздрібна торгівля
  - Dreams
  - Ghost of Tsushima
  - Marvel's Spider-Man: Miles Morales
  - MLB The Show 20
  - Nioh 2 (Випущено компанією Sony Interactive Entertainment за межами Азії)
  - Predator: Hunting Grounds
  - Sackboy: A Big Adventure
  - The Last of Us Part II
- PlayStation Network
  - Patapon 2 Remastered
- PlayStation VR
  - Marvel's Iron Man VR
  - Tilt Brush

### Анонсовані на 2021 рік
- Роздрібна торгівля
  - Horizon Forbidden West

### Будуть анонсовані
- PlayStation Network
  - Ape Escape 3[5]
  - Wild[6]

## PlayStation 5

### 2020
- Роздрібна торгівля
  - Demon's Souls
  - Sackboy: A Big Adventure
  - Marvel's Spider-Man: Miles Morales
- PlayStation Network
  - Astro's Playroom
  - Marvel's Spider-Man: Remastered

### Анонсовані на 2021 рік
- Роздрібна торгівля
  - Destruction AllStars
  - Untitled God of War sequel
  - Gran Turismo 7
  - Horizon Forbidden West
  - Ratchet & Clank: Rift Apart
  - Returnal

## PlayStation Portable

### 2004
- Роздрібна торгівля
  - Dokodemo Issho (лише в Японії)
  - Popolocrois: Adventure of the Law of the Moon (лише в Японії)

### 2005
- Роздрібна торгівля
  - Ape Escape Academy
  - Ape Escape: On the Loose
  - Archer Maclean's Mercury (лише в Японії)
  - ATV Offroad Fury: Blazin' Trails (Лише в Північній Америці)
  - Everybody's Golf Portable
  - F1 Grand Prix
  - Fired Up
  - Glorace: Phantastic Carnival (Лише в Північній Кореї)
  - Go! Sudoku (Лише в Японії та в регіоні PAL)
  - Gretzky NHL (Лише в Північній Америці)
  - Gretzky NHL 06 (Лише в Північній Америці)
  - Hand Dic (Лише в Північній Кореї)
  - MediEvil: Resurrection
  - MLB (Північна Америка та Південна Корея)
  - MLB 2006 (Лише в Північній Америці)
  - Namco Museum Battle Collection (Спільно із Namco в регіоні PAL)
  - NBA (Лише в Північній Америці)
  - NBA 06 (Лише в Північній Америці)
  - PoPoLoCrois (лише в Японії)
  - Pursuit Force (Північна Америка та регіон PAL)
  - Ridge Racer (Спільно із Namco в регіоні PAL)
  - Socom: U.S. Navy Seals Fireteam Bravo
  - The Con (Роздрібна версія в Північній Америці, Південній Кореї та в регіоні PAL)
  - Twisted Metal: Head-On
  - Untold Legends: Brotherhood of the Blade (Випущено компанією Sony Online Entertainment в Північній Америці)
  - Wipeout Pure
  - World Tour Soccer: Challenge Edition
  - WRC: FIA World Rally Championship (лише в регіоні PAL)
  - Work Time Fun (лише в Японії)

### 2006
- Роздрібна торгівля
  - Ace Combat X: Skies of Deception (Спільно із Namco в регіоні PAL)
  - Ape Escape Academy 2 (Лише в Японії та в регіоні PAL)
  - Ape Escape Racing (Японія та Азія)
  - ATV Offroad Fury Pro
  - B-Boy (лише в регіоні PAL)
  - Blade Dancer: Lineage of Light (лише в Японії)
  - Boku no Natsuyasumi (лише в Японії)
  - Brave Story (лише в Японії)
  - Daxter
  - Field Commander (Випущено компанією Sony Online Entertainment в Північній Америці)
  - Formula One 06 (Лише в Японії та в регіоні PAL)
  - Gangs of London
  - Killzone: Liberation
  - Kingdom of Paradise
  - Lemmings
  - LocoRoco
  - Mercury Meltdown (лише в Японії)
  - MLB 06: The Show (В Північній Америці та Японії)
  - Monster Kingdom: Jewel Summoner (лише в Японії)
  - MotoGP (Спільно із Namco в регіоні PAL)
  - NBA 07 (Лише в Північній Америці)
  - Neopets: Petpet Adventures: The Wand of Wishing (Лише в Північній Америці)
  - Passport to... Amsterdam (лише в регіоні PAL)
  - Passport to... Barcelona (лише в регіоні PAL)
  - Passport to... London (лише в регіоні PAL)
  - Passport to... Paris (лише в регіоні PAL)
  - Passport to... Prague (лише в регіоні PAL)
  - Passport to... Rome (лише в регіоні PAL)
  - Ridge Racer 2 (Спільно із Namco в регіоні PAL)
  - Socom: U.S. Navy Seals Fireteam Bravo 2
  - Syphon Filter: Dark Mirror
  - Talkman
  - Tekken: Dark Resurrection (Спільно з Namco Bandai Games в регіоні PAL)
  - Tenchi no Mon 2: Busouden (лише в Японії)
  - Untold Legends: The Warrior's Code (Випущено компанією Sony Online Entertainment в Північній Америці)
  - World Tour Soccer 06
  - XI Coliseum (лише в Японії)

### 2007
- Роздрібна торгівля
  - Jeanne d'Arc (Японія та Північна Америка)
  - MLB 07: The Show (Північна Америка та Південна Корея)
  - NBA 08 (Лише в Північній Америці)
  - PaRappa the Rapper
  - Pursuit Force: Extreme Justice (Північна Америка та регіон PAL)
  - Ratchet & Clank: Size Matters
  - Rezel Cross (лише в Японії)
  - Shinobido: Tales of the Ninja (Лише в Японії та в регіоні PAL)
  - Smash Court Tennis 3 (Спільно із Namco в регіоні PAL)
  - Socom: U.S. Navy Seals Tactical Strike
  - Syphon Filter: Logan's Shadow
  - What Did I Do to Deserve This, My Lord? (лише в Японії)
  - Wild Arms XF (лише в Японії)
  - Wipeout Pulse
- PlayStation Network
  - Ape Quest (Роздрібна версія в Японії)
  - Beats
  - Go! Puzzle
  - Syphon Filter: Combat Ops

### 2008
- Роздрібна торгівля
  - Buzz!: Brain Bender (лише в регіоні PAL)
  - Buzz!: Master Quiz
  - Coded Soul: Uketsugareshi Idea (в Японії та Південній Кореї)
  - Echochrome (Роздрібна версія для Японії та регіону PAL)
  - Everybody's Golf Portable 2
  - God of War: Chains of Olympus (лише в Північній Америці та регіоні PAL)
  - LocoRoco 2
  - MLB 08: The Show (Північна Америка та Південна Корея)
  - NBA 09: The Inside (Лише в Північній Америці)
  - Patapon
  - Secret Agent Clank
  - What Did I Do to Deserve This, My Lord? (лише в Японії)
- PlayStation Network
  - Brain Challenge (Лише в Північній Америці)
  - Everyday Shooter
  - Flow
  - Mainichi Issho Portable (лише в Японії)
  - Super Stardust Portable

### 2009
- Роздрібна торгівля
  - Boku no Natsuyasumi 4: Seitouchi Shounen Tanteidan, Boku to Himitsu no Chizu (лише в Японії)
  - Buzz!: Brain of the World (лише в регіоні PAL)
  - Buzz!: Quiz World
  - Chandrugpta: Warrior Prince (лише в Індії)
  - Desi Adda: Games of India (лише в Індії)
  - Enkaku Sōsa: Shinjitsu e no 23 Nichikan
  - Ghostbusters: The Video Game (лише в регіоні PAL)
  - Gran Turismo
  - Invizimals (Північна Америка та регіон PAL)
  - Jak and Daxter: The Lost Frontier
  - LittleBigPlanet
  - MLB 09: The Show (В Північній Америці, Кореї та Австралії)
  - NBA 10 The Inside (Лише в Північній Америці)
  - MotorStorm: Arctic Edge
  - Patapon 2
  - Resistance: Retribution
- PlayStation Network
  - LocoRoco Midnight Carnival
  - Numblast
  - Pinball Heroes
  - PixelJunk Monsters Deluxe (лише в Північній Америці та регіоні PAL)
  - Savage Moon The Hera Campaign

### 2010
- Роздрібна торгівля
  - Echoshift (Роздрібна версія для Японії та регіону PAL)
  - Everybody's Tennis Portable
  - EyePet
  - Fat Princess: Fistful of Cake (Північна Америка та регіон PAL)
  - God of War: Ghost of Sparta
  - Invizimals: Shadow Zone (Північна Америка та регіон PAL)
  - Jungle Party
  - MLB 10: The Show (Північна Америка та Південна Корея)
  - ModNation Racers
  - Patito Feo: el juego màs bonito (Лише в регіоні PAL: Іспанія, Португалія та Італія)
  - Socom: U.S. Navy Seals Fireteam Bravo 3
  - Street Cricket Champions (лише в Індії)
  - The Eye of Judgment: Legends (Роздрібна версія для Японії та регіону PAL)
- PlayStation Network
  - Everybody's Stress Buster (Роздрібна версія в Японії та Азії)
  - Gravity Crash
  - No Heroes Allowed! (Роздрібна версія в Японії)
  - Patchwork Heroes (Роздрібна версія в Японії)[7][8]
  - Pinball Heroes Bundle 2

### 2011
- Роздрібна торгівля
  - Buzz!: The Ultimate Music Quiz (лише в регіоні PAL)
  - Disney•Pixar Cars 2 (Північна Америка та регіон PAL)
  - Cart Kings (лише в Індії)
  - EyePet Adventures (лише в регіоні PAL)
  - Geronimo Stilton in The Kingdom of Fantasy The Videogame (Роздрібна версія в регіоні PAL, лише завантаження в Північній Америці)
  - Invizimals: The Lost Tribes (Роздрібна версія в регіоні PAL, лише завантаження в Північній Америці)
  - MLB 11: The Show (в Північній Америці, Південній Кореї та Австралії)
  - Patapon 3
  - The Mystery Team (лише в регіоні PAL)
  - White Knight Chronicles: Origins (Лише в Японії та в регіоні PAL)

### 2012
- Роздрібна торгівля
  - Geronimo Stilton: Return to The Kingdom of Fantasy The Videogame (Роздрібна версія в регіоні PAL, лише завантаження в Північній Америці)
  - Phineas and Ferb: Across the 2nd Dimension (Північна Америка та регіон PAL)
  - Street Cricket Champions 2 (лише в Індії)

### 2013
- Роздрібна торгівля
  - DON 2 The Game (лише в Індії)
- PlayStation Network
  - Invizimals: Hidden Challenges (лише в регіоні PAL)

## PlayStation Vita

### 2012
- Роздрібна торгівля
  - Everybody's Golf 6
  - Gravity Rush
  - LittleBigPlanet PS Vita
  - Little Deviants
  - MLB 12: The Show (Роздрібна версія в Північній Америці, Кореї та Австралії, версія для завантаження в регіоні PAL)
  - ModNation Racers: Road Trip
  - PlayStation All-Stars Battle Royale
  - Reality Fighters
  - Resistance: Burning Skies
  - Smart As...
  - Uncharted: Golden Abyss
  - Unit 13
  - Wipeout 2048
- PlayStation Network
  - Cliff Diving
  - Ecolibrium
  - Escape Plan
  - Fireworks
  - Frobisher Says!
  - Hustle Kings
  - MotorStorm RC
  - Paint Park
  - Plants vs. Zombies (Випущено Sony Online Entertainment в Північній Америці та регіоні PAL)
  - PulzAR
  - Sound Shapes
  - Super Stardust Delta
  - t@g
  - Table Football
  - Table Ice Hockey
  - Table Top Tanks
  - Top Darts
  - Travel Bug
  - Treasure Park
  - Uncharted: Fight for Fortune
  - When Vikings Attack!

### 2013
- Роздрібна торгівля
  - Disney Epic Mickey 2: The Power of Two (Роздрібна версія в регіоні PAL, лише завантаження в Північній Америці)
  - Invizimals: The Alliance (Роздрібна версія в регіоні PAL, лише завантаження в Північній Америці)
  - Jak and Daxter Trilogy
  - Killzone: Mercenary
  - MLB 13: The Show (Роздрібна версія в Північній Америці, Кореї та Австралії, версія для завантаження в регіоні PAL)
  - Sly Cooper: Thieves in Time
  - Soul Sacrifice
  - Tearaway
  - The Walking Dead: The Complete First Season
- PlayStation Network
  - Bentley's Hackpack
  - Doki-Doki Universe
  - Flow
  - Flower
  - Jacob Jones and the Bigfoot Mystery
  - Imaginstruments
  - Invizimals Hidden Challenges (лише в регіоні PAL)
  - Malicious Rebirth
  - Open Me!
  - Paint Park Plus
  - PlayStation Home Arcade
  - Ratchet & Clank: Full Frontal Assault
  - Table Mini Golf
  - Wake-up Club

### 2014
- Роздрібна торгівля
  - Borderlands 2
  - Disney's The Muppets Movie Adventures[9] (Роздрібна версія в регіоні PAL, версія для завантаження в Північній Америці через рік)
  - Freedom Wars
  - God of War Collection
  - Invizimals: The Resistance[10] (Роздрібна версія в регіоні PAL, лише завантаження в Північній Америці)
  - LittleBigPlanet PS Vita: Marvel Super Hero Edition (Роздрібна версія в регіоні PAL, лише завантаження в Північній Америці)
  - Minecraft (Роздрібна версія в регіоні PAL, коди для завантаження в Північній Америці)
  - MLB 14: The Show (Роздрібна версія у Північній Америці, цифрова версія у регіоні PAL)
  - PlayStation Vita Pets (Роздрібна версія в регіоні PAL, лише завантаження в Північній Америці)
  - Ratchet & Clank Collection (Роздрібна версія в регіоні PAL, лише завантаження в Північній Америці)
  - The Sly Collection
- PlayStation Network
  - CounterSpy
  - Dead Nation
  - Destiny of Spirits
  - Entwined
  - Hohokum
  - Lemmings Touch
  - Murasaki Baby
  - No Heroes Allowed: No Puzzles Either!
  - Resogun
  - Soul Sacrifice Delta (Роздрібна версія в Японії та Гонконзі)
  - The Hungry Horde
  - The Unfinished Swan

### 2015
- Роздрібна торгівля
  - Looney Tunes: Galactic Sports
  - MLB 15: The Show (Лише коди для завантаження в Північній Америці)
  - Moe Chronicle (В Азії)
  - Phineas and Ferb: Day of Doofenshmirtz (Роздрібна версія в регіоні PAL, лише завантаження в Північній Америці)
- PlayStation Network
  - BigFest[11]
  - Disney's The Muppets Movie Adventures
  - Fat Princess: Piece of Cake
  - Helldivers
  - Oreshika: Tainted Bloodlines (Роздрібна версія в Японії)
  - Run Sackboy! Run!
  - MonsterBag

## Microsoft Windows

### 2015
- Helldivers

### 2016
- Everybody's Gone to the Rapture

### 2018
- Guns Up!

### 2019
- ReadySet Heroes

### 2020
- Horizon Zero Dawn
- Predator: Hunting Grounds